# Alexandria (Grækenland)
 For alternative betydninger, se Alexandria (flertydig). (Se også artikler, som begynder med Alexandria)
Alexandria eller Alexandreia (græsk: Αλεξάνδρεια, Aleksándreia [ale'ksaŋðria]; før 1953: Gidas (Γιδάς, Gidàs [ʝi'ðas]) er en by i den regionale enhed Imathia i Makedonien, Grækenland. Dens befolkning var 14.821 ved folketællingen i 2011. Alexandreia er en by i hastig udvikling, der fokuserer på at sætte gang i sin økonomi gennem landbrug, merchandising, alternativ turisme og andre alternative tiltag.

## Geografi
Alexandreia ligger på den store slette nord for floden Haliacmon og vest for floden Axios, der hedder Kampania eller også Roumlouki. Dens økonomi er hovedsageligt baseret på landbrug. Området omkring Alexandreia har den største produktion af ferskner i Grækenland, og der dyrkes også æbler, pærer, tobak og bomuld i stor stil. Alexandreia ligger 19 km syd for Giannitsa, 23 km nordøst for Veroia og 42 km vest for Thessaloniki.